# Vlag van Dordogne

Vlag van Dordogne

De vlag van Dordogne is de niet-officiële vlag van het Franse departement Dordogne. Net als de meeste andere departementen van Frankrijk heeft Dordogne geen officiële vlag, maar wordt de hier rechts afgebeelde vlag op niet-officiële wijze gebruikt. De vlag is afgeleid van het wapen van dit departement.
De vlag bestaat uit een rood veld, met daarin 3 gele leeuwen met blauwe kroon, tong en klauwen: Twee leeuwen aan de bovenkant en een in het midden aan de onderkant.
Deze vlag is ook die van de landstreek Périgord waarin het departement ligt.
Naast deze vlag is er een logovlag in gebruik.

Logovlag